# Київський повіт

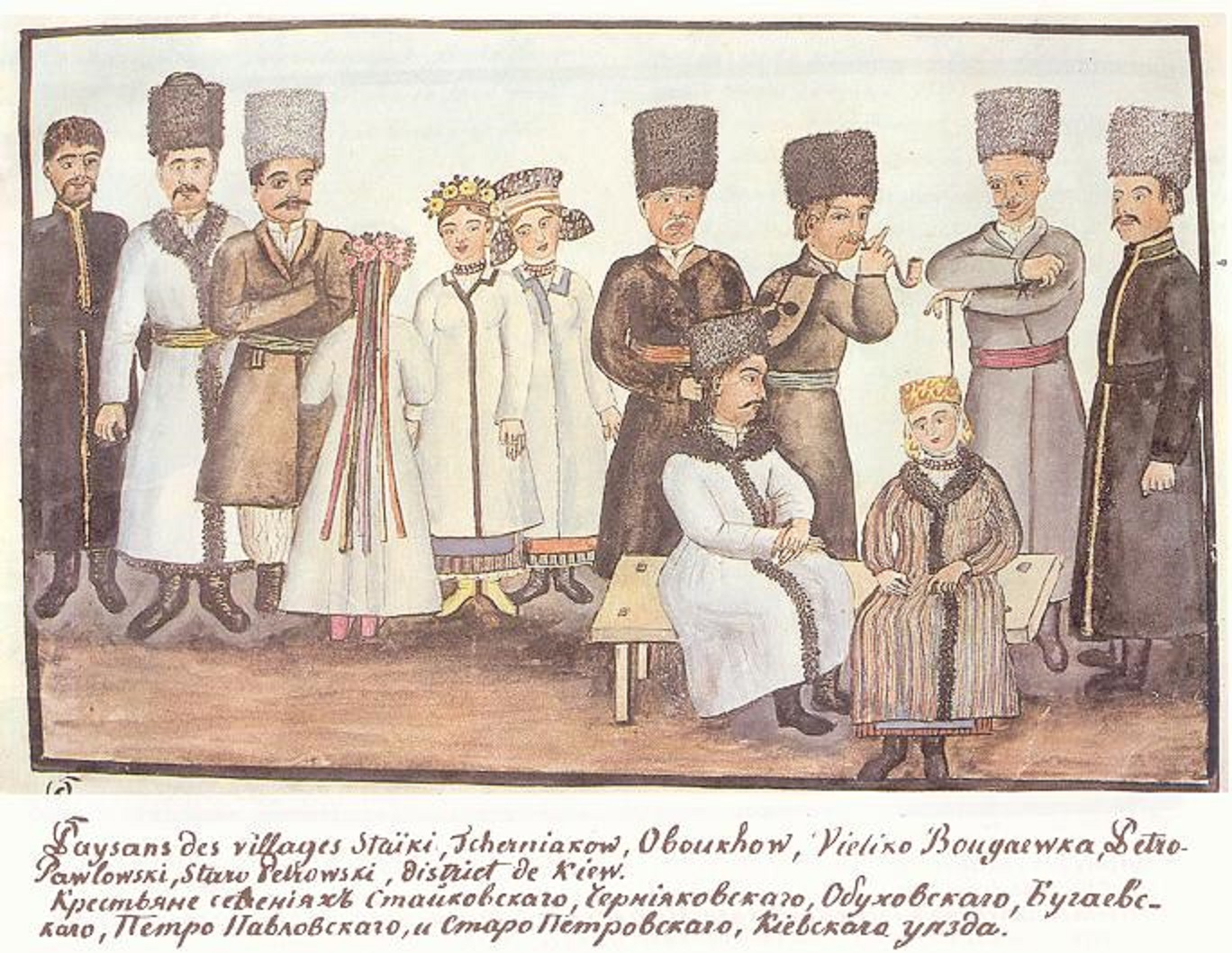
Мешканці сіл Київського повіту
Мал. П'єра Де ля Фліза (1848)

Київський повіт  (пол. Powiat kijowski, рос. Киевский уезд) — адміністративно-територіальна одиниця Київського намісництва та Київської губернії Російської імперії. Адміністративний центр — місто Київ. Скасований Постановою Всеукраїнського центрального виконавчого комітету від 12 квітня 1923 року.

## Історія
У 1471 році Казимир IV Ягеллончик перетворив Київське князівство на воєводство, яке займало значну територію по обидва боки Дніпра. 
 З 1654 року (офіційно — після підписання Вічного миру) з'являються два Київські повіти:
- російський, з містом Києвом, — на лівому березі Дніпра
- польський, охоплював той самий район країни, що й воєводство, але столицею став Житомир.

У 1659 році воєводство було поділено на повіти:  Київський, Овруцький та Житомирський. 

У московському царстві на той час існував повітовий розділ. В 1708 році Петро I створив губернський поділ Росії де з'явилася Київська губернія. 7 листопада 1775 року Катерина II підписала маніфест  про |«... установи для управління губерній Всеросійської імперії». Протягом 10 років старі губернії змінювались на нові, а  деякі з них назвали «намісництвами», одним із яких було Київське намісництво.

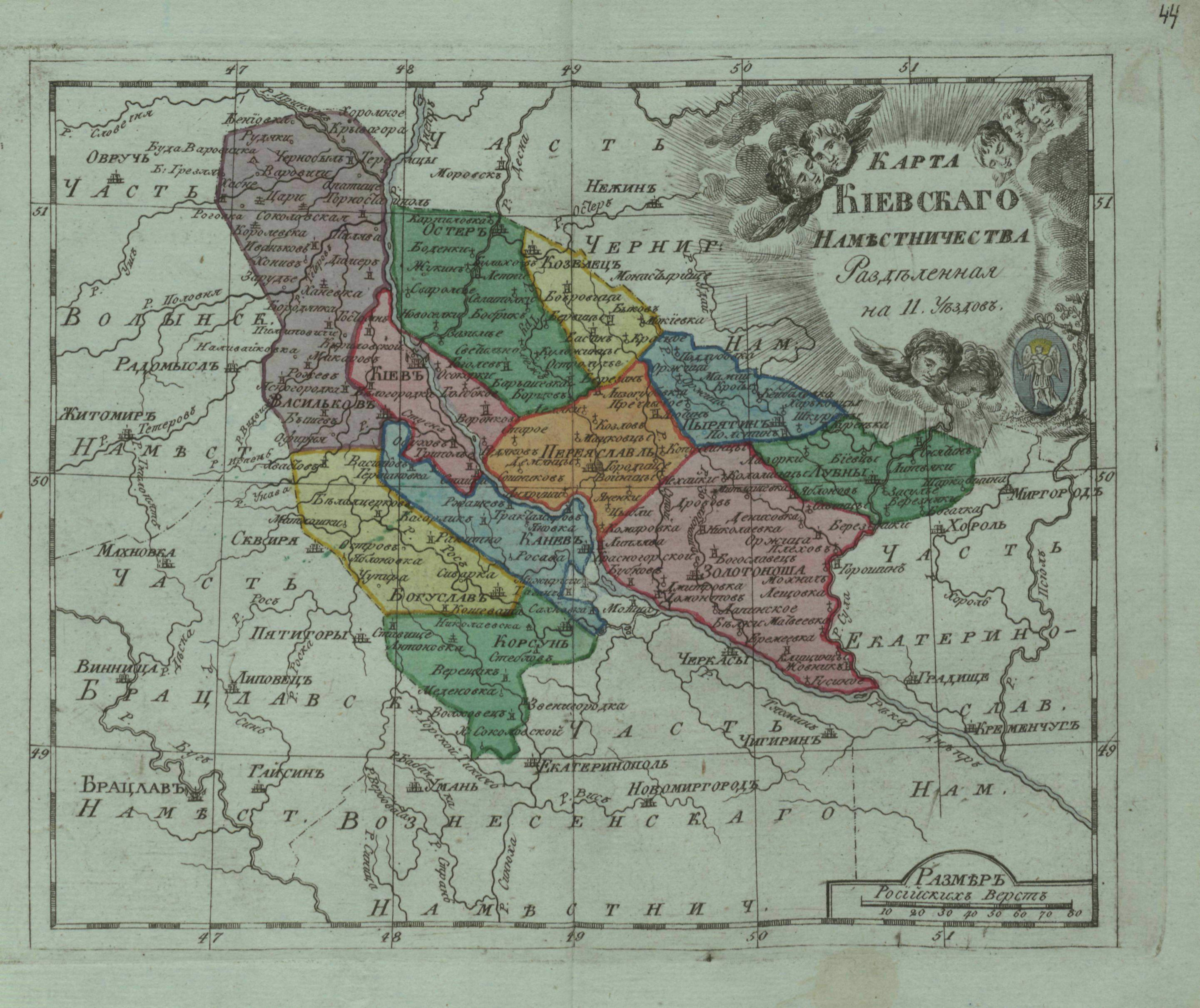
Київське намісництво, 1796

У складі намісництва Київський повіт спочатку розташовувався тільки на лівому березі Дніпра, з невеликою територією навколо Києва на правому березі. Після третього поділу Польщі повіт вже був по обидві сторони Дніпра.
12 грудня 1796 Павло Перший намісництво ліквідував.
  Лівобережні землі Київщини увійшли до Малоросійської губернії, а правобережні — до новоствореної Київської губернії.
Уся східна частина Київського повіту стала обмежена Дніпром, з півночі і заходу повіт межував із Радомишльським, на південному заході зі Сквирським і Васильківським повітами і з Канівським на півдні. Площа повіту була понад 5000 км².

## Адміністративний устрій та статистичні дані
Відповідно до Скороченого особливого опису Київського намісництва 1787 року, на той час повіт містив: 439 264 десятин землі, 6 міст, 56 сіл, 58 присілків і хуторів, 6757 дворів, 85 млинів борошняних, 78 церков, 2 монастирі, 143 священо- і церковнослужителів, 76 «дворянських фамілій», 37 жителів різночинців, 2716 козаків, 20 510 «селян казеного відомства», 2535 кріпаків, 111 різночинських і козацьких підсусідків, 97 «циган казеного відомства». Усього чоловічої статі душ — 26 149, а з повітом і Києвом — 35 460 душ.
На початку XIX ст. повіт поділявся на 25 волостей. На початку XX ст. їх стало 20:
- Місто Київ із передмістями Байкова Гора, Верхня та Нижня Солом'янка, Звіринець, Куренівка, Лук'янівка, Пріорка, Протасів Яр, Сирець, Шулявка, Саперним табором, урочищем Оболонь.
- Бишівська волость
- Білогородська волость
- Бородянська волость
- Великобугаївська волость (з кінця 1880-х не існувала)
- Великодмитрівська волость
- Гвоздівська волость (з кінця 1880-х існувала як Хотівська волость)
- Германівська волость
- Глеваська волость (з 1912 року — Будаївська)
- Гостомельська волость (на 1921 рік — Ворзельська)
- Деміївська волость (утворена бл. 1908 р., скасована 1918 р. приєднанням Деміївки до Києва)
- Димерська волость
- Кагарлицька волость
- Копачівська волость (з кінця 1880-х не існувала)
- Литвинівська волость (з кінця 1880-х не існувала, поновлена на початку 1920-х)
- Макарівська волость
- Микільсько-Борщагівська волость (утворена бл.1908)
- Мотижинська волость (з кінця 1880-х не існувала)
- Обухівська волость
- Петропавлівська волость (з кінця 1880-х не існувала)
- Ржищівська волость
- Ставянська волость
- Стайківська волость
- Старопетрівська волость
- Трипільська волость
- Халчанська волость (з кінця 1880-х не існувала)
- Черняхівська волость

Усе населення повіту мешкало в 635 населених пунктах. Місто було 1 — Київ, містечок було 13 — Бородянка, Бишів, Германівка, Гостомель, Димер, Кагарлик, Макарів, Мотижин, Обухів, Трипілля, Ржищів, Гнатівка, Ясногородка, сіл — 252.

## Населення
За працею російського військового статистика Олександра Ріттіха «Племенной состав контингентов русской армии и мужского населения Европейской России», 1875 року частка українців серед чоловіків призовного віку повіту становила 90,7 %, євреїв — 7,4 %, поляків — 1,1 %, росіян — 0,1 %, німців — 0,09 %.
Згідно з переписом населення Російської імперії 1897 року, в повіті тоді проживало 541 483 чоловік. З них 56,18 % — українці, 14,06 % — євреї, 26,58 % — росіяни, 3,41 % — поляки, 1,07 % — німці, 0,76 % — білоруси, 0,21 % — чехи, 0,21 % — татари.

### Переписи населення
- 1808 рік. Перепис євреїв Київського повіту орендарів закладів з продажу акцизних напоїв [Архівовано 27 Березня 2022 у Wayback Machine.]